# Gaetano Bruno
Gaetano Bruno (Palermo, 26 de julio de 1973) es un actor italiano.

## Carrera
Tras graduarse en la escuela de interpretación del Teatro Biondo Stabile de Palermo, colaboró entre los años 2000 y 2008 como actor dentro de la compañía teatral dirigida por Emma Dante. Con dicha compañía actuó en diversas producciones teatrales, entre las que destacan mPalermu (2001), obra galardonada con el Premio Scenario y el Premio Ubu; Carnezzeria (2002); La scimia (2004); e Il festino (2007), por la que recibió en 2009 el Premio Golden Graal al mejor actor.
Debutó en el cine en 2004 bajo la dirección de Paolo Sorrentino en Las consecuencias del amor. En 2007 interpretó el papel de coprotagonista en la película Il dolce e l'amaro, dirigida por Andrea Porporati. En 2009 recibió el Premio Golden Graal en la categoría de teatro como mejor actor dramático por su interpretación en Il festino. Ese mismo año participó en tres de las cuatro películas italianas seleccionadas para la competición oficial de la 66ª edición del Festival Internacional de Cine de Venecia: Baarìa de Giuseppe Tornatore, Lo spazio bianco de Francesca Comencini y La doppia ora de Giuseppe Capotondi. En 2010 regresó al Festival de Venecia con dos producciones más: Gorbaciof, dirigida por Stefano Incerti, y Vallanzasca - Gli angeli del male, dirigida por Michele Placido.
En 2012 colaboró con Julie Anne Stanzak en el proyecto de teatro-danza Fear and Desire. Ese mismo año actuó como coprotagonista en dos películas para televisión: A fari spenti nella notte, dirigida por Anna Negri, y Helena & Glory, dirigida por Marco Pontecorvo. En el ámbito cinematográfico, interpretó un papel coprotagónico en Breve storia di lunghi tradimenti de Davide Marengo y encarnó al protagonista en el debut como director de Carlo Lucarelli, L'isola dell'angelo caduto. En 2013 participó en la película L'oro di Scampia y, en 2014, debutó como autor teatral con el texto Genesiquattrouno – Caino e Abele, storia di una fratellanza deviata (finalista del Premio In-Box 2014), obra que también dirigió e interpretó con Francesco Villano. El montaje se presentó en gira por Italia y posteriormente en el Festival Dim de Osaka (Japón). Ese mismo año participó en las miniseries televisivas Il giudice meschino y Le due leggi. En 2015 se incorporó al reparto de la serie 1992.
En 2016 formó parte del elenco de la serie Il sistema, dirigida por Carmine Elia. También actuó en la miniserie Luisa Spagnoli y en la película Indivisibili, dirigida por Edoardo De Angelis, presentada en la sección Le giornate degli autori del Festival de Cine de Venecia 2016, donde obtuvo el Premio Pasinetti. Ese mismo año interpretó al profesor Antonio Ayala en la serie La mafia uccide solo d'estate, dirigida por Luca Ribuoli.

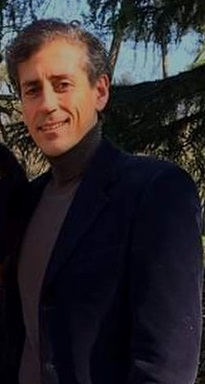
Gaetano Bruno en 2017

En 2017 retomó su colaboración con Carmine Elia, quien le confió el papel coprotagónico de Diego Paoletto en la serie La porta rossa, rol que desempeñó a lo largo de sus tres temporadas. Ese mismo año formó parte del elenco del filme L'ora legale, dirigido por el dúo cómico Ficarra e Picone. En 2018 integró el reparto de Una storia senza nome, dirigida por Roberto Andò y presentada fuera de competencia en la 75.ª edición del Festival de Cine de Venecia. También bajo la dirección de Andò, regresó al teatro con la obra La tempestad de William Shakespeare. Ese año obtuvo el premio nacional de dramaturgia NdN - Network drammaturgia Nuova por la autoría del texto Salvatore Tuttapposto.
En 2019 actuó en Martin Eden, bajo la dirección de Pietro Marcello, y participó en la serie Made in Italy. En 2020 se unió al elenco de la segunda temporada de Il cacciatore y de la cuarta temporada de la serie estadounidense Fargo, donde interpretó a Constant Calamita. En 2021 formó parte del reparto del largometraje internacional protagonizado por Al Pacino La casa Gucci y regresó al teatro con el espectáculo de Elio Germano Così è (o mi pare).
En 2022 volvió a la televisión en la segunda temporada de la serie Doc, en la cual interpretó al jefe de cirugía Edoardo Valenti. En ese mismo año debutó en la televisión austriaca y alemana como parte del proyecto internacional The Net, dedicado al mundo del fútbol. Bruno participó tanto en la versión italiana (The Net - Gioco di squadra, transmitida por Rai 2) como en las versiones austriaca (The Net - Prometheus) y alemana (The Net - La terra promessa), ambas disponibles en RaiPlay.
Entre 2023 y 2025, consolidó su presencia en producciones tanto nacionales como internacionales. En 2023 interpretó a un magistrado italiano en Misión imposible: Sentencia mortal - Parte 1, séptima entrega de la franquicia cinematográfica protagonizada por Tom Cruise. Ese mismo año, volvió a colaborar con Carmine Elia en la serie de Rai Noi siamo leggenda. En 2024 asumió el papel de Giacomo Matteotti en la miniserie de Sky M - Il figlio del secolo, adaptación del libro homónimo de Antonio Scurati, centrado en los orígenes del fascismo italiano. En 2025 protagonizó junto a Ambra Angiolini y Giulia Michelini el largometraje Afrodite, dirigido por Stefano Lorenzi y presentado en la sección Meridiana de la 16.ª edición del Festival Internacional de Bari, donde cosechó una recepción notable por parte de la crítica y del público.

## Vida privada
Mantuvo una relación sentimental con la actriz Elena Radonicich, con quien tuvo una hija en 2015.